# Meridiano internacional de referencia del IERS

Naciones atravesadas por el Ecuador (rojo) y por el Meridiano Principal (azul)

El Meridiano Internacional de Referencia,  IERS Reference Meridian (IRM), también denominado International Reference Meridian por su denominación en inglés, es el meridiano principal (longitud 0°) establecido por el International Earth Rotation and Reference Systems Service (IERS), es decir, el Servicio Internacional de la Rotación y del Sistema de Referencia Terrestre.
El meridiano de referencia IMR está situado a unos 5,3 segundos de arco al este del meridiano de Greenwich establecido por George Biddell Airy en 1851, que desde entonces había servido de referencia a los sistemas clásicos de cartografía durante casi 150 años, hasta la generalización del sistema GPS. Esta relativamente reducida diferencia angular entre los dos meridianos, se traduce en que en la latitud del Real Observatorio de Greenwich, el IRM queda situado unos 102 metros al este del meridiano de referencia materializado en el Observatorio. El IRM se utiliza como meridiano de referencia tanto en el Sistema GPS operado por el Departamento de Defensa de los Estados Unidos, como en el sistema WGS84 y sus dos versiones formales: el sistema ideal International Terrestrial Reference System (ITRS) y su materialización, el International Terrestrial Reference Frame (ITRF).

## Localización
El IRM está localizado 5,3 segundos de arco al este del meridiano materializado en el Real Observatorio de Greenwich (el utilizado como referencia en los sistemas de cartografía anteriores al GPS). Su primera determinación data de 1958, con la puesta en servicio del primer sistema de posicionamiento global por satélite, denominado TRANSIT. Esta diferencia angular entre los dos meridianos, como se detalla más adelante, es debida a que se utilizó la longitud del meridiano de la estación de seguimiento de Baltimore para referenciar el nuevo sistema. Con posterioridad, se han efectuado una serie de pequeños ajustes, con la introducción del Modelo Geopotencial Terrestre en 1996 (EGM96), el incremento del número de estaciones de seguimiento (que en la actualidad son más de 500) y el uso del sistema GPS basado en relojes de alta precisión. La Organización Hidrográfica Internacional adoptó el uso del IMR en todas sus cartas náuticas en 1983. Así mismo, la Organización Internacional de Aviación Civil adoptó el uso del IMR para la navegación aérea en 1989. Teniendo en cuenta el desplazamiento de las placas tectónicas, algunos estados han adoptado para sus cartografías versiones del IRM fijadas respecto a la posición de su placa tectónica correspondiente en un año específico. Como ejemplos, pueden citarse los sistemas NAD83 (North American Datum 1983), ETRF89 (European Terrestrial Reference Frame 1989) o GDA94 (Geocentric Datum of Australia 1994). Los sistemas referidos a placas tectónicas pueden diferir respecto al sistema WGS84 en algunos centímetros. Curiosamente, el IRM no está fijado a ningún punto materializado en la superficie de la Tierra, como sí lo está el meridiano de Greenwich utilizado en la geodesia clásica. Cabe citar que gran parte de Europa (incluido el observatorio de Greenwich) está situada sobre la placa Euroasiática, que se desplaza lentamente unos 2,5 cm al año en sentido noreste. La posición del IRM se determina mediante un ajuste por mínimos cuadrados de las posiciones relativas de las estaciones terrestres de la red del IERS. Esta red incluye estaciones GPS, estaciones láser en órbita, estaciones láser basadas en la luna y estaciones de medición mediante interferometría. Las coordenadas de todas estas estaciones son revisadas anualmente para corregir el efecto de distorsión de su posición debido al desplazamiento de las placas tectónicas. El concepto de Tiempo Universal está basado en el meridiano de referencia del sistema WGS84. Debido a variaciones en la velocidad de rotación de la Tierra, el tiempo estándar internacional UTC puede diferir del tiempo astronómico (observado respecto al sol al mediodía) hasta 0,9 segundos. Es por lo que se introducen correcciones periódicas del UTC, de forma que se mantenga la coincidencia exacta de las 12 horas con la posición del sol al mediodía sobre el IRM.

## Origen de la discrepancia entre el meridiano de Greenwich y el IRM

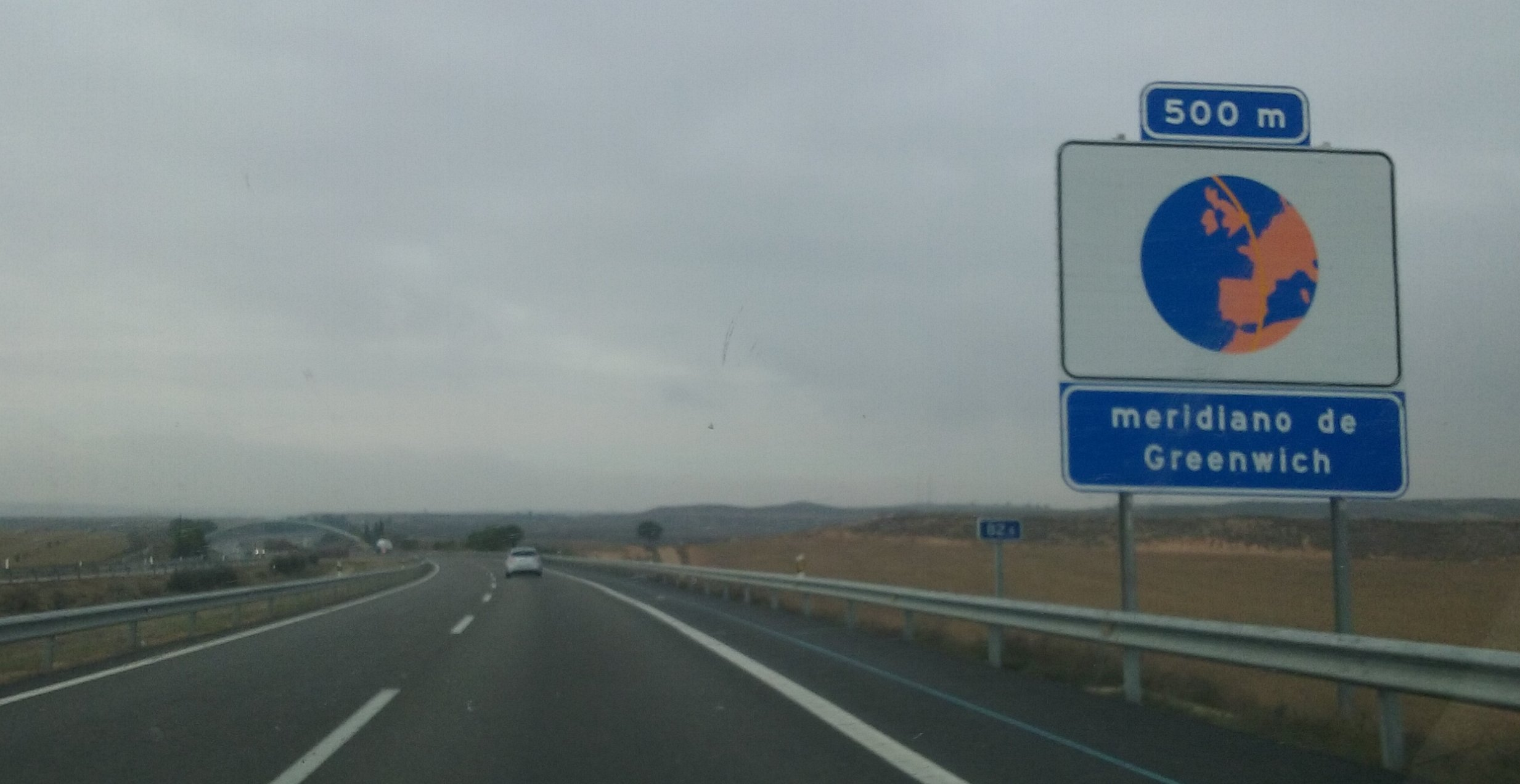
Señal del meridiano de Greenwich (AP-2//España)

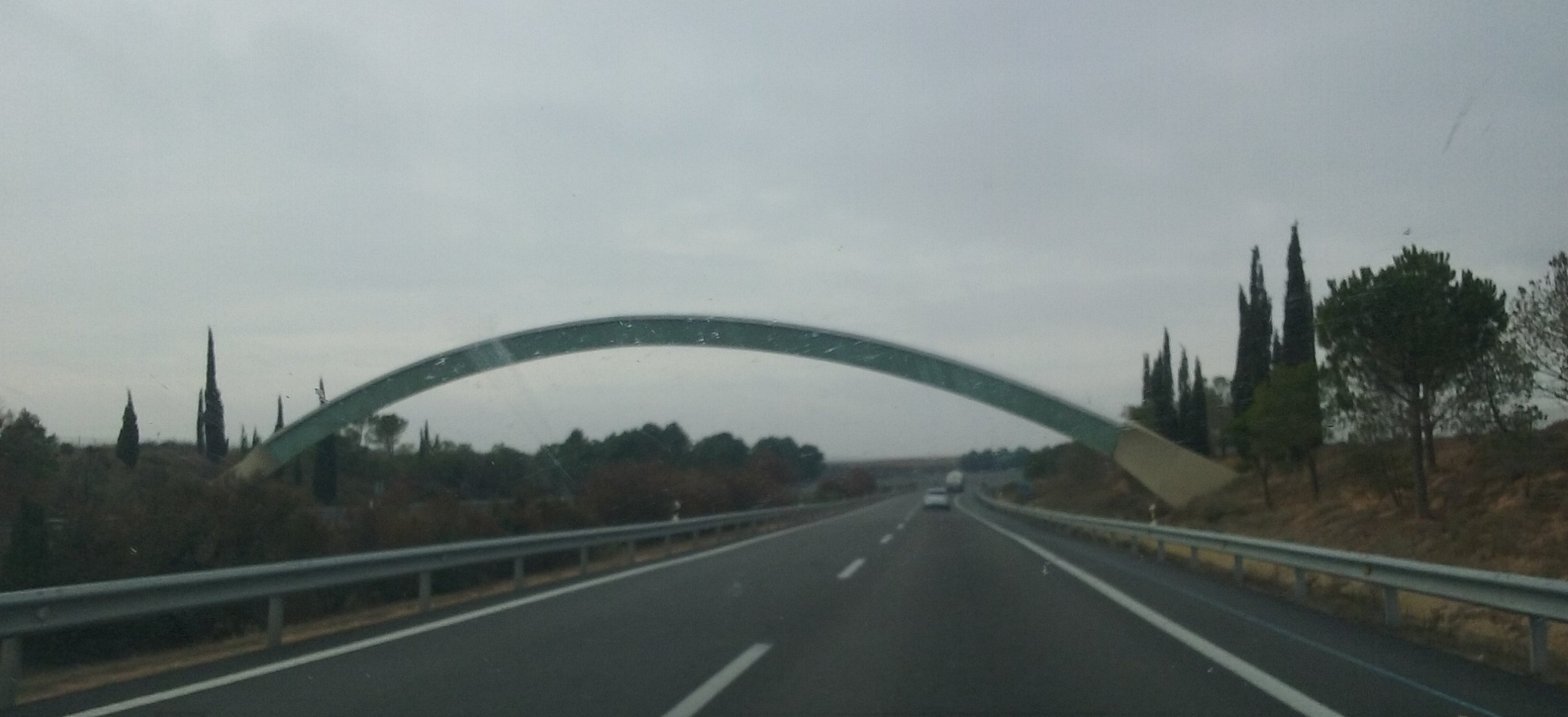
Arco del meridiano de Greenwich (AP-2//España)

¿Por qué un dispositivo GPS situado sobre el Meridiano de referencia del Real Observatorio de Greenwich no indica la longitud 0°0′0″?
La diferencia angular de 5,3 segundos entre el IRM y el meridiano de Greenwich es consecuencia del procedimiento utilizado para la puesta en marcha en 1958 del primer sistema de posicionamiento global por satélite. Cuando el sistema TRANSIT se puso en funcionamiento, su única estación de seguimiento estaba localizada en el Laboratorio de Física Aplicada de la Universidad Johns Hopkins (situado en el Condado de Howard, próximo a la ciudad de Baltimore, en el estado de Maryland), cuyas coordenadas en el Sistema de Cartografía Norteamericano de 1927 (NAD27) fueron utilizadas como referencia de partida para el ajuste de todo el nuevo sistema. Tiempo después, cuando se pudo materializar una antena de referencia del sistema TRANSIT sobre el meridiano de Greenwich, en junio de 1969, se descubrió la discrepancia angular de 5,64 segundos entre ambos meridianos. Dado que cuando el sistema TRANSIT se puso en servicio, como ya se ha indicado, se contaba con una única estación terrestre de control, con posterioridad se pusieron de manifiesto las lógicas diferencias entre la posición «real» del meridiano de Greenwich original y su posición deducida en el nuevo sistema a partir de las coordenadas fijadas en el primer y único punto de control disponible en ese momento. Estas discrepancias son debidas fundamentalmente a diferencias paramétricas entre distintos sistemas geodésicos (tanto clásicos como satelitales, especialmente en lo tocante al elipsoide de referencia utilizado y a la ubicación de su centro teórico), y son especialmente significativas cuando se trata de puntos muy alejados entre sí, como es el caso de Baltimore y Greenwich, distantes entre sí unos 6.000 km.
En el caso de España, esta circunstancia se traduce en que se puede apreciar fácilmente sobre mapas digitales (por ejemplo, localizando el arco conmemorativo que cruza sobre la autopista AP-2 cerca de la localidad oscense de Fraga), que el meridiano de Greenwich "clásico" (al que se refiere el antiguo sistema de coordenadas ED-50), queda situado unos 102 m al oeste del IRM (referencia del sistema de coordenadas GPS WGS-84).

## Países atravesados
El IMR comienza en el Polo Norte y termina en el Polo Sur. Los países que atraviesa se pueden consultar en el artículo dedicado al meridiano de Greenwich, dado que son coincidentes en ambos casos.